# Осада Шкодера (1474)
Осада Шкодера — одно из сражений во время Турецко-венецианской войны (1463—1479).

## Предыстория
В начале 1474 года вся область вокруг Шкодера, включая заброшенный городок Балеч, попала под османский контроль. Согласно некоторым источникам, османский султан намеревался восстановить Подгорицу и Балеч в 1474 году и заселить их 5 000 турецкими семьями, чтобы создать дополнительное препятствие для сотрудничества господаря Зеты Ивана Черноевича и осажденной венецианским Шкодером. Во время своей кампании 1474 года турки-османы разорили город Алессио (Лежа) и разрушили замок Дагнум.

## Ход осады
Весной 1474 года крупная османская армия осадила венецианский город Шкодер . Султан Мехмед Завоеватель отправил губернатора Румелии Хадима Сулейман-пашу с примерно 8 000 человек, но они были отбиты командующим Антонио Лореданом . Согласно некоторым источникам, когда гарнизон Скутари жаловался на нехватку пищи и воды, Лоредан сказал им: «если вы голодны, вот моя плоть; если вы жаждете, я даю вам свою кровь.»
Венецианский сенат приказал всем доступным галерам переправить лучников в Шкодер через реку Бояна. Всем венецианским губернаторам также было приказано помочь осажденному городу. Согласно венецианским сообщениям, в июле Шкодер был осажден 50-тысячной османской армией при поддержке тяжелой артиллерией.
Триадан Гритти был назначен венецианским генерал-капитаном вместо Пьетро Мочениго. Гритти возглавил венецианский флот из шести галер, который отплыл в начале мая 1474 года, чтобы защитить побережье Венецианской Албании, особенно устья реки Бояна. Когда венецианский флот вошел в Бояну, османские войска попытались блокировать его, завалив устье Бояны срубленными стволами деревьев, как это сделал сербский воевода Мазарек во время Второй войны за Скутари (1419—1423). Гритти вернул свой флот вниз по реке и уничтожил османские войска 15 июня 1474 года. Несмотря на все свои усилия, Гритти не смог доставить в Скутари все товары, которые перевозил его флот, потому что многие его корабли оказались в ловушке на мелководье Бояны близ города Свети-Срдж.
Когда Гритти присоединился к Пьетро Мочениго в Шкодере, они оба приказали Леонардо Болду найти господаря Зеты Ивана Черноевича и убедить его мобилизовать как можно больше своих людей, чтобы помочь венецианцам во время осады Шкодера. Болду также было приказано переправить кавалерию и пехоту Черноевича через Скадарское озеро . Иван Черноевич сыграл важную роль в обороне Шкодера, поскольку обеспечивал связь с Котором и снабжал город через Жабляк или Скадарское озеро, одновременно сражаясь с турками-османами. Он перевозил людей и лес из Котора через холмы в Жабляк, где он построил суда — фусты, которые удивили турок на Скадарском озере. В течение всего лета Иван Черноевич участвовал в военных действиях на стороне венецианцев. Он контролировал Скадарское озеро с тремя фустами и 15 меньшими кораблями, что было очень важно, потому что венецианский флот (состоящий из 34 больших и около 100 меньших кораблей) не мог плыть дальше Свети-Срджа. Болду смог добраться до осажденного города из Жабляка на кораблях Ивана Черноевича . Экипажи венецианских кораблей вместе со страдиотами из Греции присоединились к защитникам осажденного города, и, по некоторым венецианским сведениям, их общее число достигло 25 000 человек.
После обнаружения измены, совершенной Андреасом Хумой, членом семьи Хумой, во время осады, Гритти приговорил его к смерти и приказал казнить человека из Тузи.

## Результаты
Сообщается, что во время осады погибло от 7000 до 20 000 османских солдат, а около 3000 мирных жителей Скутари умерли от жажды и голода. Во время осады внешние стены были значительно повреждены. Горожане восстановили стены в ожидании более сильного нападения турок-османов. Османская армия вернулись в 1478 году, чтобы окончательно завоевать Шкодер.